# Hệ thống chống bó cứng phanh cho môtô

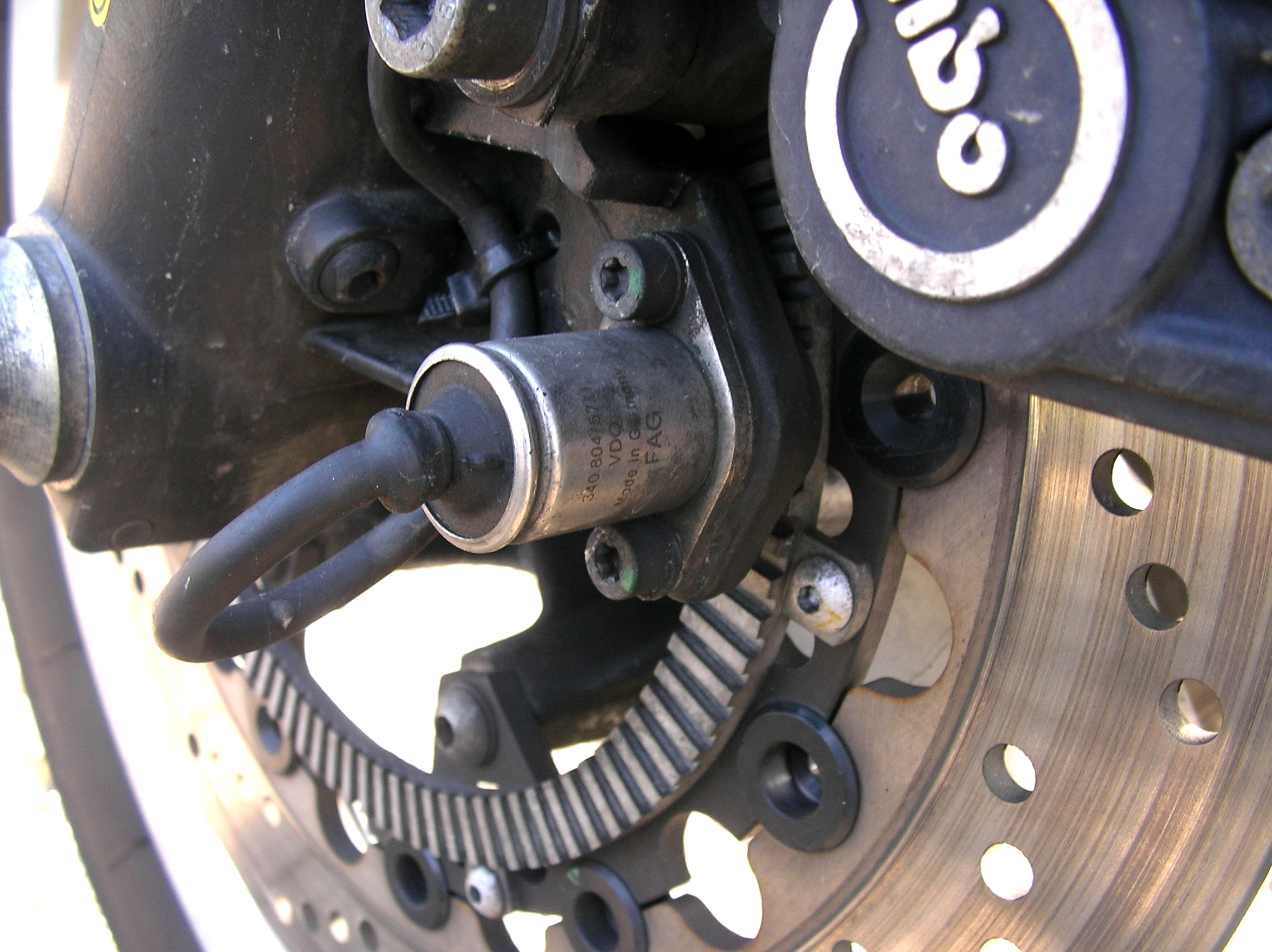
Bộ cảm biến ABS trên môtô BMW K 1100 LT

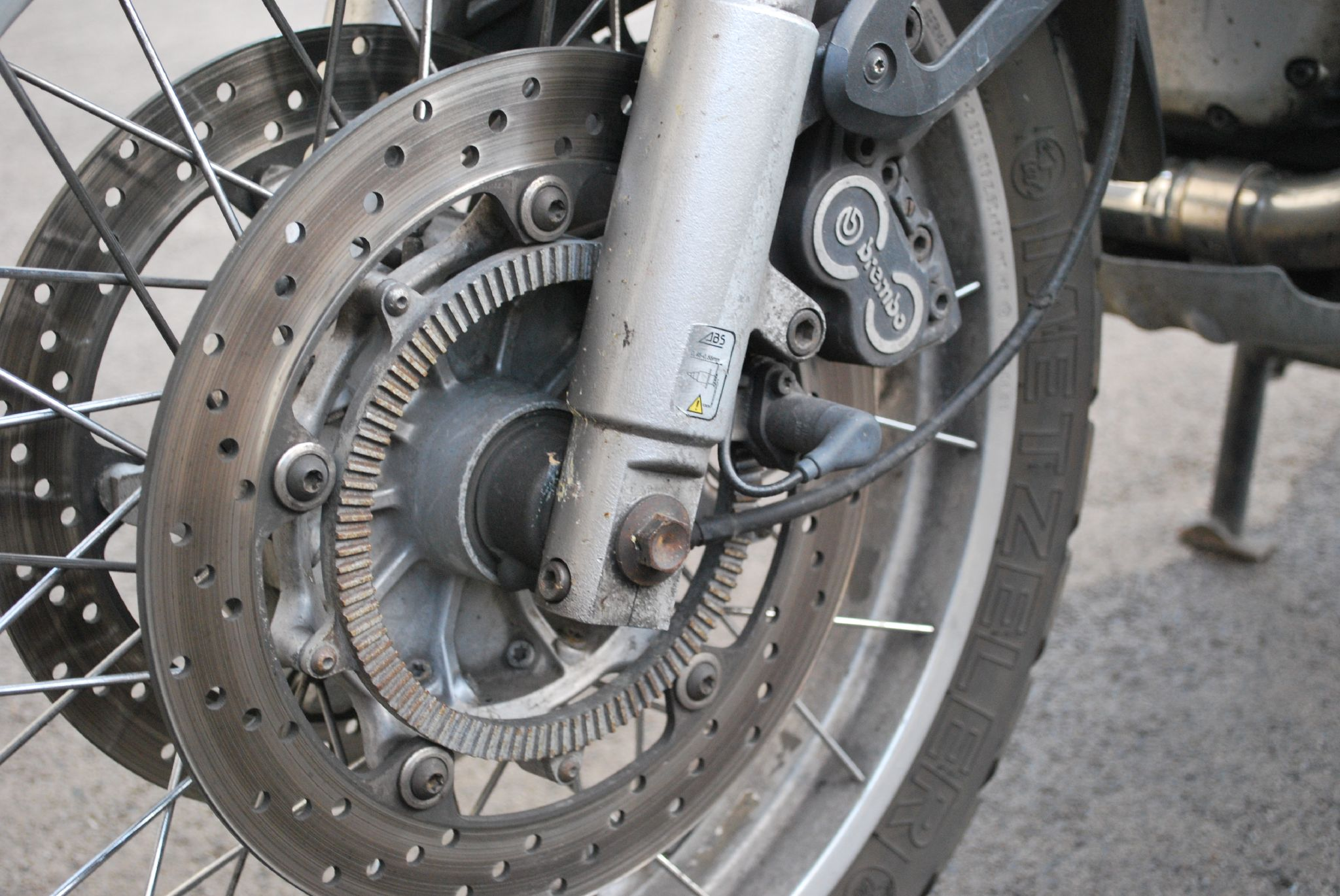
Bộ cảm biến ABS dạng bánh răng. Các đĩa phanh trước trên BMW R1150GS. Vòng răng ABS cho biết chiếc môtô này được sản xuất trước tháng 11 năm 2002.

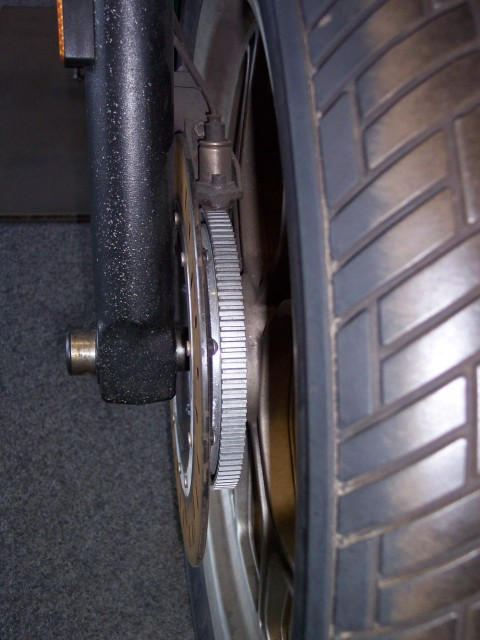
Một bộ cảm biến ABS dạng bánh răng khác được được lắp trên môtô BMW K75.

Hệ thống chống bó cứng phanh (ABS) ngăn chặn tình trạng khóa bánh xe khi phanh trên xe hai bánh có động cơ. Dựa trên thông tin từ các bộ cảm biến tốc độ bánh xe, ABS điều chỉnh áp lực dầu phanh để duy trì độ bám và tránh trượt ngã (ví dụ, kéo dài sự giảm tốc).
ABS của môtô giúp người lái duy trì trạng thái cân bằng khi phanh và rút ngắn khoảng cách dừng xe. Nó tạo độ bám ngay cả trên các bề mặt ma sát kém.
Trong khi các mẫu ABS cũ hơn được lấy từ xe hơi thì mẫu ABS hiện tại lại là thành quả nghiên cứu, định hướng trên các mẫu môtô cụ thể cả về kích thước, trọng lượng và chức năng. Bước tiếp theo sẽ là một hệ thống hỗ trợ phanh khi ôm cua.
Các tổ chức quốc tế và quốc gia đều đánh giá ABS trên môtô là yếu tố quan trọng để tăng cường độ an toàn và giảm số lượng tai nạn môtô. Năm 2012, Ủy ban Châu Âu đã thông qua pháp chế quy định phải lắp ABS cho tất cả các xe môtô trên 125ccm, thậm chí đây là quy định bắt buộc tính từ ngày 1 tháng 1 năm 2016.

## Lịch sử
Năm 1978, lần đầu tiên sau mười năm kể từ khi Daimler Benz và Bosh đưa hệ thống ABS đầu tiên trên xe hơi vào sản xuất hàng loạt, BMW đã bán ABS điện tử/thủy lực  cho môtô. Dòng môtô BMWs K-100 được tùy ý trang bị thêm ABS 1 nặng 11 kg. Nó được phát triển cùng FAG Kugelfishcher, điều chỉnh áp lực trong các vòng phanh thông qua một pít tông chìm (pít tông trụ trượt),
Hãng sản xuất Nhật đầu tiên bán môtô có ABS là Honda. Honda tùy ý trang bị thêm một môđun ABS điện tử/thủy lực cho dòng xe ST1100 vào năm 1992. Nhà sản xuất thiết bị chính hãng OEM thứ hai của Nhật là Yamaha cho gắn ABS trên môtô GST 1000 cũng trong cùng năm. Suzuki tiếp nối với việc trình làng dòng xe Bandit lần đầu tiên có ABS vào năm 1997. Đến năm 2006, châu Âu cho ra chiếc môtô tích hợp ABS (MIB) đầu tiên. Nó đã được cải tiến dựa trên sự cộng tác của BMW và nặng 2,3 kg.
Nếu phiên bản đầu tiên của ABS dành cho môtô nặng khoảng 11 kg thì phiên bản hiện hành (2011) do Bosch sản xuất vào năm 2009 chỉ nặng 0,7 kg (ABS cơ bản) và 1,6 kg (ABS cải tiến) với phanh tích hợp.

## Hệ thống và chức năng

### Nguyên tắc cơ bản
Các bộ cảm ứng  tốc độ bánh xe được gắn đồng thời vào cả hai bánh trước và sau để đo vận tốc quay của mỗi bánh và truyền dữ liệu này tới Bộ điều khiển điện tử  (ECU).). Một mặt, ECU dò tìm phát hiện nếu một bánh xe giảm tốc xuống dưới một ngưỡng nhất định, mặt khác ECU cũng dò tìm xem liệu hệ số trượt phanh – được tính toán dựa trên các thông số từ cả hai bánh xe, có vượt quá một tỉ lệ nhất định và rơi vào khoảng không ổn định hay không. Các bộ chỉ báo sẽ thông báo nếu xuất hiện khả năng khóa bánh cao. Để xử lý những tình huống bất thường này, ECU ra lệnh cho bộ thủy lực giữ hoặc giảm áp lực. Sau khi các tín hiệu báo đã trở về khoảng ổn định, áp lực sẽ tăng trở lại. Các môđen cũ sử dụng pít tông để điều khiển áp lực chất lỏng(áp lực dầu phanh). Phần lớn các môđen hiện hành điều chỉnh áp lực bằng cách đóng mở tức thì các van điện từ .
). Bên cạnh các nguyên tắc và cấu trúc  cơ bản được đem từ ABS trên xe con, các đặc trưng điển hình của môtô vẫn luôn được xem xét trong quá trình phát triển và ứng dụng. Một trong những đặc điểm đó là sự thay đổi tải trọng động của bánh xe khi phanh. So với xe hơi, tải trọng bánh xe (môtô) thay đổi lớn hơn nhiều, đến mức có thể nhấc bổng bánh xe và gây trượt ngã. Hiện tượng này có thể bị khuếch đại lên khi xe bị treo nhẹ. Một số hệ thống được trang bị với chức năng hạn chế nhấc bánh sau. Khi các chỉ số cho thấy có khả năng nhấc bánh sau, hệ thống sẽ giảm áp lực phanh trên bánh trước để xử lý tình huống này.
Một điểm khác biệt khác nữa là, đối với môtô, bánh trước có vai trò quan trọng hơn nhiều so với bánh sau trong việc giữ cân bằng. Nếu bánh trước bị khóa từ 0,2 – 0,7 giây, nó sẽ mất đi lực quay và môtô bắt đầu lắc do bị ảnh hưởng mạnh từ lực hông trên tiết diện bánh xe sau. Xe bắt đầu chao đảo rồi ngã.

### Hệ thống chống bó cứng phanh (ABS)
Hệ thống pít tông
Sự giảm áp trong hệ thống này được nhận biết thông qua sự chuyển động của một pít tông lò xo. Khi áp lực chuẩn bị giảm, một động cơ tuyến tính sẽ kéo pít tông trụ trượt về để tạo nhiều không gian hơn cho chất lỏng. Hệ thống này đã được sử dụng trên ABS I (1988) và ABS II (1993) của BMW. ABS II có sự thay đổi về kích cỡ và được gắn khớp ly hợp ma sát điều khiển điện từ trên thân thay cho trụ trượt. Các chuyển động khác của các bộ cảm ứng ghi lại quãng đường đi của pít tông, cho phép bộ điều khiển điều chỉnh chính xác hơn. Honda cũng sử dụng hệ thống điều khiển áp lực này cho dòng xe Gig Sports và Touring Bikes.

Hệ thống van và bơm
Các phần chính, một phần trong hệ thống điều khiển áp lực, là các van nạp và xả điện từ, bơm, động cơ và bình ắc qui/bình chứa nhiên liệu. Số lượng van thay đổi tùy vào môđen do các chức năng cộng thêm vào và tùy vào số rãnh phanh. Dựa trên các thông số đầu vào của ECU, cuộn cảm điều khiển các van nạp và xả. Trong khi giảm áp, dầu phanh được giữ lại trong bình ắc qui. Sau đó, dầu phanh được bơm ngược về vòng phanh bằng bơm động cơ hoạt động dựa trên sự cảm nhận các xung động của cần phanh.

### Hệ thống phanh xe kết hợp (CBS)
Khác với xe hơi, máy bay và tàu hỏa, bánh trước và bánh sau của xe môtô được điều khiển riêng rẽ. Nếu người lái chỉ kéo/đạp phanh của bánh trước hoặc bánh sau, bánh bị phanh sẽ khóa lại nhanh hơn như thể cả hai phanh đều được sử dụng. Hệ thống phanh xe kết hợp  phân bổ lực phanh đồng thời lên bánh không bị phanh để giảm khả năng bị khóa bánh, kéo dài sự giảm tốc và giảm bước dừng/treo.
Đối với CBS đơn, áp lực phanh trên bánh sau (pedal) được phân bổ đồng thời lên bánh trước. Một van trễ sẽ loại bỏ áp lực thủy lực để đảm bảo chỉ khi nào phanh đủ mạnh thì mới tạo áp lực lên bánh trước. Honda đã lắp đặt CBS đơn đầu tiên vào mẫu GL 1200 năm 1982.
Trên các mẫu mô-tô thể thao lớn hơn có hai đĩa trước, Honda lắp hệ thống CBS đôi. Hệ thống đôi này được lắp lần đầu trên CBR1000F năm 1993. Ở đây, áp lực phanh tác dụng lên bánh trước được phân bổ sang bánh sau và ngược lại. Nếu kéo/đạp cần trước sẽ tạo ra áp lực tại mức 4 trên tổng số 6 nồi trong 2 caliper trước. Một xi lanh hãm chính thứ hai ở bánh trước phân bổ áp lực còn lại sang bánh sau thông qua van điều khiển tỷ lệ và tác động lên 2 trong số 3caliper. Nếu có lực phanh mạnh tác dụng lên bánh sau, lực phanh này cũng sẽ được phân bổ sang 2 trên tổng số 6 nồi của bánh trước.

### CBS và ABS
CBS giúp hạn chế rủi ro bị khóa bánh trong lúc hãm phanh và gây té ngã. Nhưng, trong một số tình huống nhất định, chính CBS lại có khả năng gây té ngã. Nếu áp lực phanh được phân bổ từ bánh sau lên bánh trước và ma sát bề mặt thay đổi đột ngột (ví dụ như có vũng nước, băng đóng trên mặt đường), bánh trước có thể bị khóa ngay cả khi chỉ sử dụng phanh sau. Như vậy sẽ gây ra sự mất cân bằng và ngã xe. Có thể tránh được trường hợp này bằng cách kết hợp CBS và ABS trên một môtô.
Có nhiều cách tiếp cận khác nhau nhận thấy sự kết hợp này:
khi không có Phiên bản đơn Phục hồi áp lực hoạt động
một kênh phụ thứ ba khác nối vòng bánh sau đi qua một van trễ sang bánh trước. Khi tác động lực phanh mạnh chỉ trên bánh sau hoặc bánh trước, dầu phanh sẽ được phân bổ sang cả hai vòng phanh nhưng thông qua sự đo lường tốc độ bánh xe, áp lực được điều chỉnh tùy theo tốc độ bánh xe và sự trượt phanh. 
Phiên bản đôi kết hợp CBS đôi của Honda với một xi lanh hãm chính thứ hai và một van điều khiển tỷ lệ với pít tông ABS, tại đó bộ điều biến điều chỉnh áp lực lên mỗi bánh. 

Với công nghệ Phục hồi Áp lực hoạt động
năm 2009, Honda đã đưa ABS kết hợp được điều khiển điện tử vào các dòng xe thể thao phân khối lớn sử dụng phanh bằng công nghệ dây dẫn. Lực phanh của người lái được đo bằng các cảm biến áp lực và truyền dữ liệu đến ECU. Kết hợp với các dữ liệu từ bộ cảm ứng tốc độ bánh xe, ECU tính toán phân bổ áp lực một cách tối ưu để tránh hiện tượng bó cứng bánh xe và tạo sự giảm tốc khả thi nhất. Dựa trên kết quả đầu ra này, bơm động cơ gắn trên mỗi bánh xe sẽ có chức năng điều chỉnh áp lực phanh trên mỗi bánh. Hệ thống này cho thời gian phản ứng cao vì phanh theo chức năng dây.
Hệ thống phanh tích hợp trên môtô (MIB) từ Continetal Teves và eCBS (CBS điện tử) trong ABS môtô do Bosch cải tiến là thành quả từ cách tiếp cận khác. Những hệ thống này dựa trên cách thức tiếp cận bơm và van. Thông qua các van hỗ trợ khác, các máy bơm mạnh hơn và động cơ công suất lớn hơn, hệ thống có thể nhanh chóng tăng áp lực. Áp lực đầu vào tạo ra từ người lái được đo đạc cùng các cảm biến áp lực trên cần phanh và pedal. Bơm có thể tăng thêm áp lực để điều chỉnh theo tình huống lái xe. Một hệ thống tích hợp từng phần được thiết kế để hoạt động theo chiều: bánh trước → bánh sau hoặc bánh sau → bánh trước. Mặt khác, hệ thống tích hợp toàn bộ có thể làm việc theo cả hai chiều: trước → sau hoặc sau → trước.
Do các hệ thống này được điều khiển điện tử và có thể nhanh chóng phục hồi áp lực nên chúng tạo cơ hội cho người lái điều chỉnh thói quen phanh môtô. CBS và ABS có thể được chuyển đổi bởi người lái có kinh nghiệm và có thể chọn các môđun điều chỉnh khác nhau với các mức ngưỡng cao hoặc thấp hơn, giống như chế độ đi mưa hay dầu loang của BMW S1000RR.

## Nhận thức và pháp luật
Báo cáo của Ủy ban An toàn Giao thông châu Âu đã chỉ ra rằng, trên cùng một khoảng cách, lái xe môtô nguy hiểm hơn lái xe hơi tới 20 lần. Và thống kê tình trạng tai nạn ở Đức từ năm 1990 đến 2011 cũng cho thấy tổng số người chết vì tai nạn giao thông đã giảm đáng kể (từ 11.000 người xuống còn 4.009 người) nhưng số người chết vì tai nạn môtô vẫn giữ nguyên không đổi. 

Viện An toàn Giao thông Đường bộ Mỹ  (IIHS) đã tiến hành một nghiên cứu về tính hiệu quả của ABS trên môtô và đi đến kết luận rằng, 37% môtô trên 250cc được trang bị ABS ít có khả năng xảy ra va chạm chết người và một nghiên cứu của Tổng cục đường bộ Thụy Điển đã kết luận rằng 48% tất cả các tai nạn nghiêm trọng và tai nạn làm chết người của môtô trên 125cc có thể tránh được nhờ hệ thống ABS trên môtô.
Từ những nghiên cứu này, Ủy ban châu Âu đã đề xuất một quy trình lập pháp vào năm 2010 được thông qua năm 2012 quy định rằng môtô trên 125cc bắt buộc phải có ABS kể từ năm 2016 trở đi. Các tổ chức như Liên đoàn I’Automobile quốc tế và Hiệp hội môtô tiên tiến (IAM) yêu cầu cần triển khai ngay quy định này từ năm 2015.
Mặt khác, một số người lái môtô phản đối quy định bắt buộc phải có ABS trên tất cả các dòng xe môtô vì họ yêu cầu phải có khả năng ngắt bỏ hệ thống này, ví dụ như khi chạy địa hình.

Năm 2011, Liên Hợp Quốc (UN) đã khởi động Thập kỷ hành động vì an toàn đường bộ. Mục tiêu chính là cứu 5 triệu mạng người đến năm 2020 thông qua chương trình hợp tác toàn cầu.
Một phần của chiến dịch toàn cầu này là: khuyến khích phát triển phổ biến các công nghệ tránh va chạm với hiệu quả đã được kiểm nghiệm, ví dụ như Hệ thống cân bằng điện tử  và Hệ thống chống bó cứng phanh trên môtô.

## Đọc tiếp
- Mayersohn, Norman S. (tháng 8 năm 1988). "Antilock Brakes At Last". Popular Mechanics. Truy cập ngày 18 tháng 4 năm 2013.
- Brown, Stuart F. (tháng 5 năm 1987). "Anti-lock Brakes for Motorcycles". Popular Science. Truy cập ngày 18 tháng 4 năm 2013.